# الحرب السورية الفرنسية
اندلعت الحرب الفرنسية السورية في عام 1920 بين الحكام الهاشميين للمملكة العربية السورية حديثة النشأة و وجيش الاستعمار الفرنسي. بعد سلسلة الاشتباكات التي بلغت ذروتها في معركة ميسلون، تمكنت القوات الفرنسية من هزيمة قوات الملك الهاشمي فيصل الأول وأنصاره ودخلت دمشق في 24 يوليو 1920، وأعلنت عن تشكيل حكومة جديدة موالية لفرنسا في سوريا في اليوم التالي برئاسة علاء الدين الدروبي الذي اغتيل بعدها بشهر في حوران.
قسمت منطقة سوريا في النهاية إلى عدة دويلات خاضعة للانتداب الفرنسي على سوريا ولبنان. ووافقت الحكومة البريطانية التي شعرت بالقلق على مصالحها في الانتداب الجديد في العراق على إعلان الملك فيصل ملكًا جديدًا على العراق.

## خلفية الأحداث
قبيل انتهاء الحرب العالمية الأولى تمكنت قوة التجريدة المصرية الذي يقودها الجنرال ألنبي من دخول دمشق بتاريخ 30 سبتمبر 1918 ثم دخلها الشريف فيصل بتاريخ 3 أكتوبر وهي المرحلة الأخيرة من مراحل الثورة العربية ضد العثمانيين. وبتاريخ 5 أكتوبر أعلن فيصل بن حسين -وبإيعاز من اللنبي- عن تشكيل حكومة عربية باسم (جلالة مولانا امير المؤمنين الشريف حسين) في دمشق.
وبعد ذلك بدأت بنود اتفاقية سايكس بيكو بالتطبيق، حيث قسمت مناطق العثمانية التي احتلها الفرنسيون والإنجليز حسب الإتفاقية. فأسس الفرنسيون الإدارة العسكرية لسوريا، وعين الجنرال غورو مندوبا ساميا الانتداب الفرنسي على لبنان وسوريا وقائدا لجيش الشام. وباتت الأحداث في أوروبا تسير في عكس مايشتهي مركب المملكة الفتية، فأحالت سوريا إلى الانتداب الفرنسي. وكان هذا حافزا لجمعيات قومية مثل جمعية العربية الفتاة أن تقوم بالإستعداد لعقد مؤتمر وطني، حيث طالبت تلك الجمعيات بالاستقلال الكامل للمملكة السورية، وتوحيد العرب تحت حكم الملك الجديد فيصل بن الحسين. فانعقد المؤتمر السوري العام بتاريخ 3 يونيو 1919، واختير عضو نادي الفتاة هاشم الأتاسي رئيسا للمؤتمر. ثم أرسل الرئيس الأمريكي وودرو ويلسون لجنة إسمها لجنة كينغ - كراين إلى دمشق التي وصلت بتاريخ 2 يوليو 1919 وسط موجة سخط ومنشورات تطالب «بالإستقلال أو الموت». وقام المؤتمر الوطني العام بتمرير عدد من القرارات إلى اللجنة تتعلق بتحويل سوريا إلى دولة ملكية دستورية مستقلة تحت حكم الملك فيصل، طالبين المساعدة الأمريكية في رفض المطالبات الفرنسية عليهم.

### التنصل الإنجليزي
تلاشت آمال فيصل من أي مساعدة أمريكية أو بريطانية للتدخل ضد الفرنسيين، وهو ماعتبره الكثيرون حافزا لتدمير المملكة السورية. وما كان الإنجليز ليغضبوا فرنسا من أجل فيصل والسوريين، ولما بدأ التصادم بين المطامح السورية والمطامع الفرنسية، حاول الإنجليز التنصل فطلب لويد جورج من فيصل قبول التفاهم مع الفرنسيين حيث قال له:«لايمكننا التخلي عن حليفتنا فرنسا». ولم يكن التنصل الإنجليزي مجاني، فقد تنازلت فرنسا عن الموصل التي كانت لها حسب سايكس بيكو. كما تنازلت عما تبقى من شرق الأردن والتي كانت تابعة لسوريا.

### المفاوضات مع فرنسا
اضطر فيصل بالنهاية ان يتفاوض مع كليمنصو في يناير 1920 حيث نصت المفاوضات على دعم الفرنسيين لإستقلال سوريا ووحدتها بين الساحل والداخل عدا «لبنان»، واعتراف عصبة الأمم بالإستقلال وأن تمدها بالمال والخبراء الفنيينن دون التدخل في إدارة الأمور الداخلية، والمستشارين العسكريين في تدريب الجيش العربي إلى أن يستطيع النهوض بأعباء الدفاع عن الوطن، ثم لن يبقى أي جندي فرنسي. ولكن لم تثن تلك التسوية انصار فيصل من حدة العداء للفرنسيين ومطالبهم بالاستقلال التام، فضغطوا عليه لرفض تلك المعاهدة وهو ماحصل.

## التسلسل الزمني للحرب

خريطة المملكة السورية العربية المعلنة بتاريخ 8 مارس 1920.

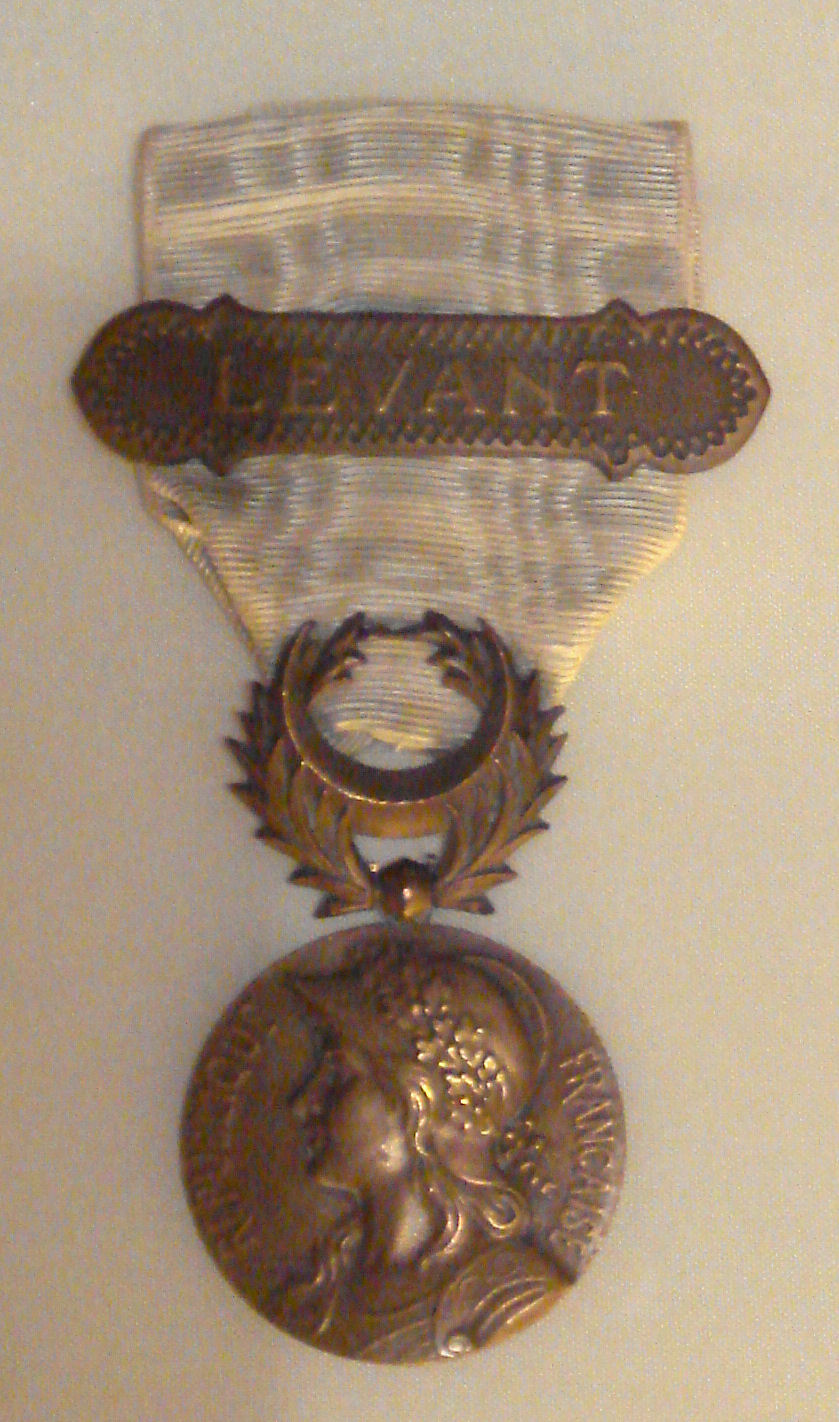
جائزة لقدامى المحاربين الفرنسيين - قانون وسام قيليقية وبلاد الشام 18 يوليو 1922.

ما إن انتهت المفاوضات مع كليمنصو في يناير 1920 حتى سقطت حكومته وفازت حكومة ميلران الأكثر استعمارية فرفضت اتفاق فيصل كليمنصو، فتعرضت القوات الفرنسية بشكل متقطع لهجمات عنيفة في انحاء سوريا، ثم اجتمع المؤتمر السوري العام في مارس 1920 فأعلن يوم 8 مارس استقلال المملكة السورية العربية وأن فيصل بن الحسين هو ملكها وأن هاشم الأتاسي رئيس الوزراء. وهو عكس ماتفق عليه مع الفرنسيين حول طبيعة حكم الدولة الناشئة.
رفض الإنجليز والفرنسيون هذا العمل، لذا فقد عقد المجلس الأعلى للحلفاء مؤتمر سان ريمو في المدة مابين 19-25 أبريل 1920 في ذات المدينة الإيطالية حيث خرج بمطالبة صريحة لتكوين انتدابا فرنسيا على بلاد الشام، بالإضافة إلى انتداب الإنجليز للعراق وفلسطين مع تطبيق وعد بلفور. فهال على العرب أن يروا هذه الطريقة في التقسيم، حيث انه صدر من مجلس الحلفاء وليس عصبة الأمم (صك الانتداب صدر في 24 تموز 1922 أي بعدها بسنتين). فأضحى حرب العرب السوريين ضد الجيش الفرنسي كارثية ومدمرة للمملكة الوليدة بعد ان تركهم الإنجليز.

### الإنذار الفرنسي
فبينما فيصل وحكومته مترددين حول نتائج مؤتمر سان ريمو، اصدر جنرال غورو إنذارا للحكومة السورية بتاريخ 14 يوليو 1920 مدته 4 أيام، ويتضمن الشروط التالية:
1. تسليم سكة حديد رياق - حلب إلى السلطة العسكرية الفرنسية.
2. إلغاء الخدمة العسكرية وتخفيض عدد الجيش العربي.
3. القبول غير المشروط باللإنتداب الفرنسي.
4. التعامل بالنقد الفرنسي.
5. معاقبة الذين قاموا بأعمال عدائية ضد فرنسا.

وإن لم يوافق فيصل عليها فإن فرنسا تكون مطلقة اليد في العمل. ولم تكن تلك الشروط إلا حجة للتدخل، أدرك فيصل بعدم جدوى المقاومة، فحلفاؤه الإنجليز قد انسحبوا من سوريا فانقطعت عنه المساعدة الفنية والاقتصادية منهم، وأبوه ملك الحجاز مهدد بهجوم القبائل.

### الرأي العام والإنذار
كان الرأي العام السوري منقسما حول الإنذار، فالإتجاه الأل يرفض الإنذار والثاني يميل إلى القبول بالإنذار، وفي كلا الحالتين معناه الاستسلام والاحتلال. فدعى إلى اجتماع المؤتمر السوري إلى قصره، حيث صدمهم بقبوله للإنذار الفرنسي، فهاج الرأي العام وانتشرت الفوضى، فاضطرت الشرطة للتدخل للتهدئة، فقتل أكثر من مئة شخص عدا الجرحى.
أرسل فيصل جوابه إلى غورو بقبوله الإستسلام، لكن غورو تذرع بتأخر الرد. فتقدمت آلياته والمشاة يساندها الطيران نحو دمشق. أما يوسف العظمة وزير دفاع الدولة الفتية فقد قاد كتيبة من الوطنيين المتحمسين، وأقسموا أن لاتمر القوات الفرنسية إلا فوق جثثهم، وتوجهوا نحو ميسلون عند مدخل دمشق الغربي، حيث قضوا جميعا وخلا الطريق من كل مقاومة أمام الفرنسيين.

### ميسلون
قامت احتجاجات في دمشق يومي 20 - 21 يوليو رفضا لشروط الإستسلام، وكان لها ارتدادات جانبية يومي 22 - 23 يوليو، حيث دعمت يوسف العظمة على رفض الاستسلام للإنذار الفرنسي مع قبول الملك فيصل لذلك، فشكل جيشا صغيرا ضعيف التسليح من جنود شتات ومدنيين لمواجهة جيش فرنسا حديث التسليح والمجهز تجهيزا عسكريا كاملا. ثم قاد جيشه إلى خان ميسلون، بالرغم من انه ليست لديه أي فكرة بنتيجة المعركة، إلا أنه أراد أن يوضح بأن سوريا لن تستسلم دون قتال ليحرم الاحتلال الفرنسي من أي شرعية.
استشهد يوسف العظمة في المعركة التي انتصر فيها الفرنسيون، وأدت المعركة إلى حصار الفرنسيين مدينة دمشق ودخولهم إياها في اليوم التالي للمعركة أي 25 يوليو. حيث تم إلغاء المملكة السورية العربية وحكومتها وإعادة تثبيت الحكم الفرنسي رسميا.

## الثورة السورية الكبرى

### سير وأحداث الثورة

المجاهد أدهم خنجر.
أعدمته السلطات الفرنسية في 30 أيّار عام 1923 في بيروت.

توزع معارك الثورة السورية الكبرى على المحافظات السورية.

سعى الكولونيل كاترو الذي أوفده الجنرال غورو إلى جبل العرب إلى عزل الدروز عن الحركة الوطنية السورية، وأبرم في 4 آذار عام 1921 معاهدة مع العشائر الدرزية نصت على أن يؤلف جبل الدروز وحدة ادارية خاصة مستقلة عن دولة دمشق لها حاكم محلي ومجلس تمثيلي منتخبان، مقابل اعتراف الدروز بالانتداب الفرنسي، ونتيجة المعاهدة عين سليم الأطرش كأول حاكم درزي للجبل.
لم يرتح سكان الجبل للإدارة الفرنسية الجديدة، وحدث أول صدام معها في تموز من عام 1922 باعتقال المجاهد أدهم خنجر الذي كان قادماً إلى سلطان الأطرش حاملاً رسالة إليه، وقد اعتقله الفرنسيون بتهمة اشتراكه في الاعتداء على الجنرال غورو في حوران، وطلب سلطان الأطرش من القائد الفرنسي في السويداء تسليمه أدهم خنجر فأعلمه بأنه في طريقه إلى دمشق، فكلف الأطرش مجموعة من أنصاره بمهاجمة القافلة المسلحة المرافقة للمعتقل، ولكن الفرنسيون تمكنوا من نقله إلى لبنان وفي 30 أيّار عام 1923 أعدموه في بيروت.
وقد أقدم الفرنسيون على تدمير منزل سلطان باشا الأطرش في القريا في أواخر آب عام 1922 رداً على هجومه على قواتهم، وعندها قاد الأطرش الثوار الدروز طيلة عام في حرب عصابات ضد القوات الفرنسية، واستقدمت فرنسا قوات كبيرة للقضاء على الثوار مما اضطر الأطرش إلى اللجوء إلى الأردن في أواخر الصيف من عام 1922، وتحت الضغط البريطاني سلم الأطرش نفسه للفرنسيين في نيسان عام 1923 بعد أن اتفق معهم على عقد هدنة.
توفي سليم الأطرش مسموماً في دمشق عام 1924،  وعين الفرنسيون الكابتن كاربييه Carbillet حاكماً على الجبل خلافاً للاتفاق المبرم مع الدروز، حيث راح ينكل بالأهالي ويعرضهم للسجون وأعمال السخرة والملاحقة، كما عمل على تطبيق سياسة فرق تسد بإثارة الفلاحين ضد الاقطاعيين وعلى رأسهم آل الأطرش، وهو ما دفع أهالي مدينة السويداء إلى الخروج في مظاهرة عارمة احتجاجاً على ممارسات السلطات الفرنسية، الأمر الذي سرع موعد اندلاع الثورة.
ضاق الدروز ببمارسات الكابتن كاربييه وهو ما دفعهم إلى إرسال وفد إلى بيروت في 6 حزيران من العام 1925 لتقديم وثيقة تطالب المفوض السامي موريس بول ساراي بتعيين حاكم درزي على الجبل بدلاً من الكابتن كاربييه Carbillet بسبب ممارساته السيئة بحق أهالي الجبل ومن بعض هذه الممارسات حسبما ورد في مذكرات الدكتور عبد الرحمن الشهبندر:
1. تخصيص عدد من رجال الجندرمة لضرب الناس وإهانتهم تنفيذاً لرغبات الكابتن كاربييه ورجال حاشيته.
2. اعتقال حامد قرقوط من أعيان قرية ذيبين خمسة أشهر بدون سبب ولا محاكمة وكان يهان ويضرب صباحاً ومساءاً.
3. جلد حسين كابول من قرية كفر اللحف حتى تمزق جلده، لأنه أهمل أن يحيي الكبورال ديوشيل أثناء مروره في الطريق العام.
4. اعتقال وهبة العشموش في السويداء وضربه ضرباً مبرحاً لانه رفض تأجير منزله.
5. إطلاق الكبورال ديوشيل عدة طلقات من مسدسه على محمد بك الحلبي مدير العدلية العام، ولم يلقى أي عقاب على عمله الجنائي هذا.
6. اعتقال حسين صدّيق لمدة خمسة عشر يوماً لأنه لم يذهب لاستقبال الكابتن كاربييه، مع فرض غرامة قدرها 25 ليرة ذهبية على القرية لأنها لم تستقبله أستقبالاً فخماً، وقد فرضت هذه الغرامة على قرية عرمان للسبب ذاته.
7. اعتقال فهد بك الأطرش قائمقام صلخد وضربه ضرباً مبرحاً دون تحقيق بناءاً على وشاية بسيطة من أحد الجواسيس.
8. فرض غرامة على أهالي السويداء قدرها 10 ليرات ذهبية لضياع قطة الليوتينان موديل زوجة أحد ضباط الحامية الفرنسية.

طرد المفوض السامي ساراي وفد الجبل ورفض مقابلتهم وأخطرهم بوجوب سرعة مغادرتهم بيروت والعودة إلى بلادهم وإلا نفاهم إلى تدمر،  فكان ذلك السبب المباشر لاندلاع الثورة السورية، حيث دعا سلطان باشا الأطرش إلى عقد اجتماع في السويداء وطافت المظاهرات أنحاء الجبل وجرى الاتصال مع عدد من الزعماء السياسيين في دمشق وعلى رأسهم الدكتور عبد الرحمن الشهبندر رئيس حزب الشعب للتشاور وتنسيق المواقف، ومع أن حزب الشعب أعلن أنه يسعى لتحقيق مبادئه وبرنامجه بالطرق القانونية المشروعة، فقد تم التعاهد بين عدد من أعضائه بصفة شخصية ووفد من الجبل على إشعال نار الثورة في سورية، واتفق الطرفان على التعاون من أجل طرد الفرنسيين من سورية وتحقيق الاستقلال والوحدة.
في تلك الفترة بدا جلياً للدكتور عبد الرحمن الشهبندر أن سورية تعيش مخاض الثورة وأن الشعب السوري مقدمٌ لا محال على نيل حريته واستقلاله، فبدأ الإتصال بزعماء ووجهاء المدن السورية يحثهم على الثورة ضد الاستعمار الفرنسي ويشحن هممهم ويعزز شعورهم الوطني ويطلب منهم بدء الكفاح المسلح لنيل الإستقلال، وكان هدف الشهبندر تشتيت القوات الفرنسية جغرافياً لإضعاف قوتها ولتخفيف الضغط عن العاصمة دمشق وجبل العرب.
ولتحقيق هذا الهدف تواصل عبد الرحمن الشهبندر مع الزعيم إبراهيم هنانو في المنطقة الشمالية، الذي كان سباقاً في مقاومة قوات الاستعمار الفرنسي منذ أن وطئت الساحل السوري في أوائل العام 1920،  وقد دامت أعمال المجاهدين في المنطقة الشمالية حتى 15 نيسان 1926 ومن أهم المعارك التي جرت في تلك الفترة معركة تل عمار، والتي كانت آخر معارك الثورة في تلك المنطقة، وجرت في أوائل شهر نيسان 1925.
كما اجتمع الشهبندر مع الوجيه محمد بك العيّاش في دمشق واتفق معه على مد الثورة إلى المنطقة الشرقية، واستطاع العيّاش تشكيل مجموعات ثورية لضرب القوات الفرنسية في مدينة دير الزور، وبالفعل وجه الثوار ضربات مؤلمة للقوات الفرنسية وكان أخرها قتل ضباط فرنسيين في منطقة عين البو جمعة على طريق دير الزور الرقة، ونتيجة الحادثة قامت الطائرات الفرنسية بقصف القرى قصفاً مدمراً وتهدمت البيوت على رؤوس الأطفال والنساء واشتعلت النيران في المزروعات والبيادر، وهلكت الماشية فكان قصفاً مرعباً ومدمراً والخسائر البشرية والمادية جسيمة، كل ذلك من أجل الضغط على الأهالي لتسليم الثوار، وقد قتل نتيجة القصف رجلين وامرأة كانت حاملاً، ومن الجرحى العشرات الذين أصيبوا بالرصاص وبشظايا قنابل الطائرات.

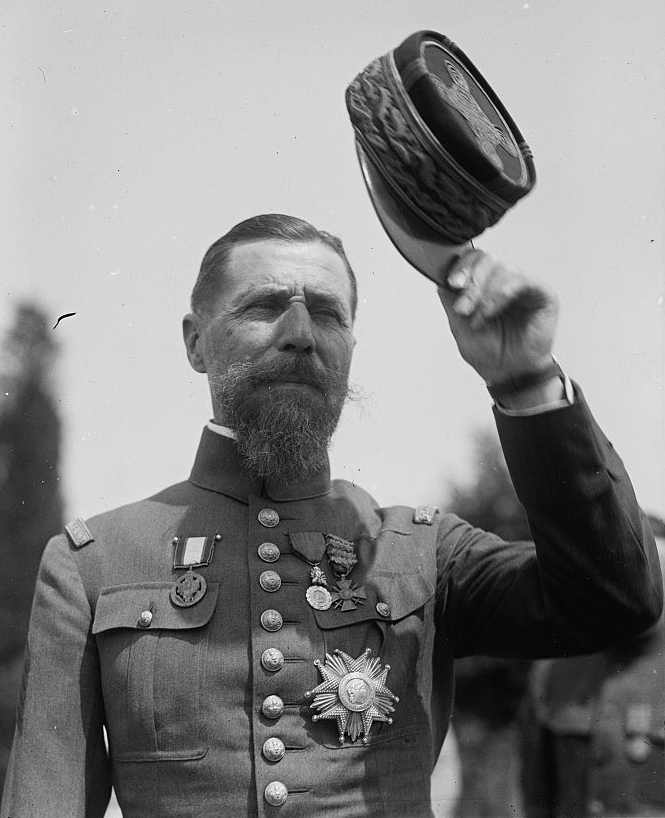
الجنرال غورو.

جرت محاكمة الثوار في مدينة حلب، وفي 5 آب عام 1925 أصدر المفوض السامي الفرنسي موريس بول ساراي في بيروت قراراً برقم (49 أس) بنفي جميع أفراد أسرة عياش الحاج من مدينة دير الزور إلى مدينة جبلة، وحكم على محمود العيّاش مع اثنا عشر ثائراً من رفاقه بالإعدام، وتم تنفيذ حكم الإعدام رمياً بالرصاص في 15 ايلول عام 1925 في مدينة حلب، كما حكم على محمد العيّاش بالسجن لمدة 20 عاماً في جزيرة أرواد في محافظة طرطوس،  وإمعاناً بالتشفي والانتقام اغتالت السلطات الفرنسية عميد الأسرة عياش الحاج في أوائل عام 1926 وأقيمت صلاة الغائب على روح هذا المجاهد في كافة البقاع السورية.
وكان الدكتور عبد الرحمن الشهبندر على تواصل مع القائد فوزي القاوقجي الذي كان يتحضر لإضرام الثورة في مدينة حماة على الرغم من أنه كان معروفاً بولائه الشديد للفرنسيين ونال في جيشهم رتبة عالية ومركزاً (قيادة الجيش الوطني في حماة) قلما يناله غيره من السوريين، ولكن القاوقجي حسبما ورد في مذكرات الشهبندر كان مستاءاً من إلقاء وجهاء وعلماء مدينة حماة في السجون وأهانتهم، وتقسيم البلاد إلى حكومات، واستخدام الأسافل في الوظائف، ورفع الضرائب على المكلفين وإذكاء النعرات الطائفية بين أفراد الشعب السوري،  وفي 4 تشرين الأول عام 1925 أعلن القاوقجي الثورة في حماة وضواحيها وكاد أن يستولي على المدينة لولا قصف الطائرات العنيف للأحياء الشعبية فخرج إلى البادية لإثارة القبائل ضد الفرنسيين وتخفيف الضغط عن الثوار في المناطق الأخرى، وقد حقق انتصارات مهمة على القوات الفرنسية وحامياتها وثكناتها وأنزل بها خسائر فادحة حتى أسند إليه مجلس الثورة الوطني قيادة الثورة في منطقة الغوطة ومنحه سلطات واسعة.
وفي 11 تموز عام 1925، أرسال المفوض السامي الفرنسي موريس بول ساراي رسالة سرية إلى مندوبه في دمشق يطلب منه أن يستدعي بعضاً من زعماء الجبل بحجة التباحث معهم بشأن مطالبهم ليقوم بالقبض عليهم وإرسالهم منفيين إلى تدمر والحسكة، وقد نفذ المندوب هذه الخدعة الدنيئة فعلاً ومن الزعماء الذين تم نفيهم إلى تدمر (عقلة القطامي، الأمير حمد الأطرش، عبد الغفار الأطرش، نسيب الأطرش)، و (برجس الحمود، حسني عباس، علي الأطرش، يوسف الأطرش، علي عبيد) نفوا إلى الحسكة.
ونتيجةً للسياسات والممارسات الفرنسية أقدم سلطان باشا الأطرش على إعلان الثورة في 21 تموز عام 1925، من خلال إذاعة بيان سياسي وعسكري يدعو الشعب السوري إلى الثورة على الانتداب الفرنسي، وجاء فيه:
{{اقتباس خاص|أيها العرب السوريون تذكروا أجدادكم وتاريخكم وشهداءكم وشرفكم القومي، تذكروا أن يد الله مع الجماعة، وان إرادة الشعب من إرادة الله، وان الأمم المتمدنة الناهضة لن تنالها يد البغي، لقد نهب المستعمرون أموالنا واستأثروا بمنافع بلادنا، وأقاموا الحواجز الضارة بين وطننا الواحد، وقسمونا إلى شعوب وطوائف ودويلات، وحالوا بيننا وبين حرية الدين والفكر والضمير وحرية التجارة والسفر حتى في بلادنا وأقاليمنا، إلى السلاح ايها الوطنيون إلى السلاح تحقيقاً لأماني البلاد، إلى السلاح تأييداً لسيادة الشعب وحرية الأمة، إلى السلاح بعدما سلب الأجنبي حقوقكم واستعبد بلادكم ونقض عهودكم، ولم يحافظ على شرف الوعود الرسمية، وتناسى الأماني القومية.
بدء الأطرش بشن الهجمات العسكرية على القوات الفرنسية وأقدم على حرق دار المفوضية الفرنسية في صلخد ثاني أكبر مدينة في الجبل بعد السويداء واحتلها، وفي أوائل أيلول من عام 1925 هاجم الأطرش قوة فرنسية في بلدة الكفر بقيادة الكابتن نورمان وفتك رجاله بها ولم يفلت من الفرنسيين إلا بضعة أفراد، ولم يزد عدد الثوار عن مئتين بينما تجاوز عدد الجنود المائتين والستين بينهم عدد كبير من الضباط الفرنسيين، وقتل في المعركة أربعون ثائراً منهم مصطفى الأطرش شقيق سلطان باشا الأطرش.
جن جنون ساراي للهزيمة التي وقعت بقواته، وأمر بتجهيز حملة كبيرة لتأديب الثوار يتجاوز عددها الخمسة آلاف جندي وعلى رأسها الجنرال ميشو وهي مجهزة بأحسن العتاد وأحدث الآلات ومدعومة بالطائرات الحربية، وفي اليوم الأول من أب عام 1925 اشتبكت الحملة مع قوات الثوار في بلدة ازرع وكان عدد الثوار يقارب الثلاثة آلاف وانهزم الثوار في المعركة، وما إن حل المساء حتى هاجم الثوار مؤخرة القوات الفرنسية حيث الذخائر والمؤن واستولوا عليها وقتلوا الكثير من الجنود الفرنسيين، وفي صباح اليوم التالي تقدم مئة وسبعة عشر مجاهداً من السويداء ولحق بهم أربعمائة مجاهد من أهالي مجدل ونجران وسليم وغيرها من القرى القريبة، واشتبكوا مع القوات الفرنسية في قرية المزرعة، حيث أبيدت القوات الفرنسية ولم يسلم منها إلا زهاء الألف ومائتي جندي فروا إلى السكة الحديدية في قرية أزرع ليستقلوا القطار الذاهب إلى العاصمة دمشق، وقتل في المعركة المجاهد حمد البربور من قرية أم الرمان وكان اليد اليمنى لسلطان باشا الأطرش.
وفي 20 آب عام 1925 أرسل حزب الشعب وفداً للاجتماع بسلطان باشا الأطرش ومناقشة انضمام دمشق للثورة وضم الوفد توفيق الحلبي وأسعد البكري وزكي الدروبي، وتصادف وجود الوفد مع وجود الكابتن رينو مندوب ساراي الذي كان يفاوض الثوار باسم السلطات الفرنسية لعقد معاهدة سلام واستطاع وفد حزب الشعب اقناع الثوار بعدم التوقيع على المعاهدة، وفي أواخر آب عام 1925 اجتمعت قيادات حزب الشعب ومنهم الدكتور عبد الرحمن الشهبندر مع سلطان باشا الأطرش في قرية كقر اللحف واتفقوا على حشد خمسمائة مجاهد للهجوم على دمشق من ثلاث محاور ولكن هذا العدد لم يجتمع لدى سلطان باشا كما أن القوات العسكرية التي بدء الجنرال غملان بحشدها على طول السكة الحديدية في حوران جعلت قيادات الثوار تُعرض عن خطة مهاجمة دمشق وتتفرغ للتصدي للحملة الفرنسية،  واتفق الثوار على الزحف باتجاه قرية المسيفرة للتصدي للحملة الفرنسية الجديدة، وفي 17 أيلول عام 1925 شنو هجوماً ليلياً على القوات الفرنسية المتحصنة فيها وكاد أن يكون النصر حليفهم لولا تدخل الطائرات الفرنسية التي أجبرتهم على الانسحاب، وكانت خسائر الفرنسيين كبيرة تجاوزت التسعمائة جندي علاوة على العتاد والأليات بينما خسر الثوار أقل من مائتي مقاتل، ثم دارت معارك بين الثوار والقوات الفرنسية الزاحفة باتجاه السويداء واضطر الفرنسيون بعد احتلال مؤقت للمدينة إلى الانسحاب بعد أن قررت قيادة الثورة مد نطاقها إلى الشمال لتخفيف الضغط على الجبل.
وفي 4 تشرين الأول عام 1925، قاد فوزي القاوقجي الثوار والبدو من قبيلة الموالي في معرة النعمان وجوارها، وكاد أن يسيطر بقواته على مدينة حماة لولا تدخل الطائرات الفرنسية والتزام أعيان ووجهاء حماة الحياد واختبائهم في منازلهم ليروا ما يكون من أمر الثورة، فإذا نجحت فهم المؤسسون لها وإن فشلت فهم بعيدون عن عواقبها، على أن ذلك لا يعني أن ثورة حماة لم تأتي بثمارها بل على العكس فقد أدت إلى انسحاب القوات الفرنسية من مدينة السويداء بناءاً على طلب من المفوض السامي الفرنسي ساراي لدعم الحامية الفرنسية في مدينة حماة.

وامتدت الثورة إلى غوطة دمشق ودارت فيها معارك ضارية بين الثوار بقيادة المجاهد حسن الخراط والفرنسيين، وكانت أولى المعارك في قرية المليحة أو ما أطلق عليها الثوار معركة الزور الأولى، التي قتل فيها عدد من الجنود الفرنسيون وغنم فيها الثوار 29 حصاناً، وفي 18 أكتوبر عام 1925 دخل الثوار دمشق وكان على رأسهم نسيب بك البكري ثم انضم إليهم ثوار الشاغور وباب السلام بزعامة حسن الخراط وبقي الثوار أربعة أيام كاملة سحقوا بها جميع الجنود المعتصمين في المتاريس في حي الشاغور والميدان واضطر الجنود الفرنسيون إلى اللجوء إلى القلعة مع عوائلهم واحتموا بأبراجها.
أمر ساراي قواته بضرب دمشق بالمدافع من القلاع، وقد دمر القصف ما يزيد عن ستمائة منزل كما نهب الجنود الفرنسيون المخازن والمحال، وقد وصل لمسامع الثوار أن الجنرال ساراي قدم لدمشق لزيارة قصر العظم في البزورية، فقرروا خطفه، ولذلك دخلوا المدينة من جهة الشاغور ووصلوا إلى القصر لكن ساراي كان قد غادره على وجه السرعة، فاشتبك الثوار مع الجنود الفرنسيين واشتعلت النيران في القصر لضراوة المعركة، واستمرت المعارك بين ثوار الغوطة والقوات الفرنسية، فحدثت معركة الزور الثانية في 17 تشرين الثاني 1925، ومعركة يلدا وببيلا في 19 تشرين الثاني 1925، ومعركة حمورة في 17 كانون الأول 1925، ومعركة النبك في 14 و15 أذار 1926.
في أواخر تشرين الأول عام 1925، كان ثوار الجبل يتجمعون في المقرن الشمالي ثم ساروا باتجاه الغرب فاحتلوا اقليم البلان ثم بلدة حاصبيا دون أدنى مقاومة من الحامية الفرنسية التي فضل قائدها الانسحاب عندما علم بوصول الثوار، ثم توجه الثوار إلى بلدة راشيا بعد أن علموا أن معركة قوية وقعت بين دروز البلدة وبين حاميتها الفرنسية، وبعد قتال شديد تمكنوا من دخول قلعتها واحتلالها.
دخل الثوار السوريون مرحلة الاستنزاف مع امتداد أمد الثورة، وعانوا من نقص الذخيرة والمؤن، وهو ما ساعد القوات الفرنسية على تشديد الخناق عليهم بجلب المزيد من القوات والنجدات المساندة، مما أضطر الثوار للنزوح إلى الأزرق في إمارة شرقي الأردن، ولم يمكنهم الإنكليز من المكوث طويلاً، فنزح سلطان الأطرش وجماعته من المجاهدين إلى وادي السرحان والنبك في شمال المملكة العربية السعودية، ثم إلى الكرك في الأردن، وقد رفض تسليم سلاحه إلى المستعمِر وحكم عليه بالإعدام.
عاد سلطان الأطرش ورفاقه إلى الوطن بعد أن أصدرت فرنسا عفواً شاملاً عن كل المجاهدين إثر توقيع المعاهدة السورية الفرنسية عام 1936، واستقبل سلطان ورفاقه في دمشق في 18 أيار عام 1937 باحتفالات شعبية كبيرة.

### من ذاكرة الثورة
يُذكر أن المجاهد سلطان كان ومع فرقة من الثوار يعبرون منطقة جبلية وعرة متجهين إلى الأردن، ويقال أنه قد تم نصب كمين لهم من قبل الفرنسيين الذين لم يستطيعوا تتبعهم من دون تغطية لطيرانهم الجوي، وفي ساعةٍ مبكرة فوجئ الثوار بقصف جوي كثيف وعلى حين غرة، فراح المجاهدون ينجون بأرواحهم مختبئين بين الصخور المتناثرة على جانب الطريق، ويذكر أن المجاهد سلطان ظل ممتطيا ً جواده غير آبهٍ بقصف الطيران الفرنسي وحينما انتهى القصف ظن الثوار أن سلطان قد استشهد، وإلا به من بين الدخان يتراءى على فرسه من بعيد وعلى وقع ذات الخطوات رافما ً رأسه وحاضناً بندقيته وكأن قصفا ً لم يكن... وما إن رآه الثوار إلا وراحوا يصيحون روح يا بطل الله يحييك... الله أكبر... الله أكبر...
كذلك يُذكر أن المجاهد سلطان الاطرش ومعه مجموعة من قادة الثورة لجأوا إلى الشيخ سلطان بن سطام الطيار شيخ قبيلة ولدعلي من عنزة ومن قيادات الثورة لقيادة الثورة من مركز بعيد عن مراكز الفرنسيين. وهذا مما يدل على حنكة وذكاء المجاهد سلطان الاطرش. وقد مكثوا لدى القبيلة بضيافة شيخها مدة ستة أشهر تقريبا حتى اكتشفت القوات الفرنسية امرهم فشنت عملية عسكرية برية باءت بالفشل بعد أن تمكن فرسان القبيلة من اقتحام أحد المدافع الذي كان يتحصن خلفه الجنود الفرنسيون فانهزموا. ليعيدوا الكرة بعد ذلك مزودين بالطائرات. وهي من العمليات العسكرية التي ذكرت بالتفصيل في الارشيف الفرنسي.

### مآثر عن الثورة والثوار
بعد الاستقلال طلبت صحفية ألمانية من القائد العام ان يوجز لها البطولات التي اجترحت خلال الثورة فأجابها: لا يوجد على هذه الأرض حجر الا وقلبته حوافر خيلنا، ولا توجد حفنة تراب لم ترو بدمائنا، ولكل مجاهد فينا قصص كثيرة من قصص البطولة والشهادة والفداء وليست قصة واحدة، ويلزمنا لرويها تاريخاً كاملاً، فكيف يمكن ايجازها.
يروي سلطان باشا الاطرش في كتاب (أحداث الثورة السورية الكبرى كما سردها قائدها العام سلطان باشا الأطرش، دمشق، دار طلاس، ط2 2008) انهم حين وصلوا، ثوار الجبل وثوار الغوطة، لفك أسر النساء والأطفال وكبار السن من أهالي الجولان الذين ساقهم حلفاء الفرنسيين إلى منطقة موحلة تسمى (نقعة جمرا) استعاد ثوار الإقليم معنوياتهم وصاروا يزأرون كالأسود ويفتكون بأعدائهم، ويضيف انه من أكثر المشاهد ايلاماً غوص الأطفال والنساء بالأوحال، وتلوث جروح المصابين بالطين، وان أماً قتلت برصاص الفرنسيين فاقترب منها أحد أقاربها ليأخذ طفلها عن صدرها، فهب ينخي الرجال وينشدهم الأخذ بالثأر وهو يصيح: هذا الطفل يرضع حليباً ممزوجاً بالدم.
يذكر ان سبعة من آل علم الدين قضوا في معركة السويداء وهم يتداولون رفع بيرق مدينتهم ولم يسمحوا بسقوطه فسجلوا مأثرة من مآثر البطولة التي لا تمحى.

## نتائج الحرب
دانت سوريا كلها للحكم الفرنسي، حيث وضعتها معاهدة سيفر تحت الإنتداب الفرنسي ريثما تصبح قادرة على الحكم الذاتي. أما الجنرال غورو فقد أنشأ إدارة مدنية تدير المنطقة. وقسم الإنتداب المنطقة إلى ست دويلات، وهي دولة دمشق (1920) وحلب (1920) والعلويين (1920) وجبل الدروز (1921)، والإسكندرون (1921) (حاليا هاتاي) ولبنان الكبير (1920)، الذي هو حاليا الجمهورية اللبنانية.
أما الملك فيصل، فقد طلب إليه مغادرة دمشق يوم 28 يوليو 1920، فتوجه نحو درعا ثم حيفا ومنها إلى إيطاليا حيث لبث مدة في مدينة كومو. ثم طلبه الإنجليز إلى لندن.

## انظر أيضاً

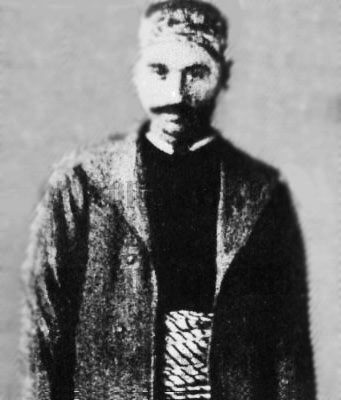
المجاهد حسن الخراط، غوطة دمشق.
الزعيم ابراهيم هنانو، ادلب..
المجاهد عياش الحاج، دير الزور.
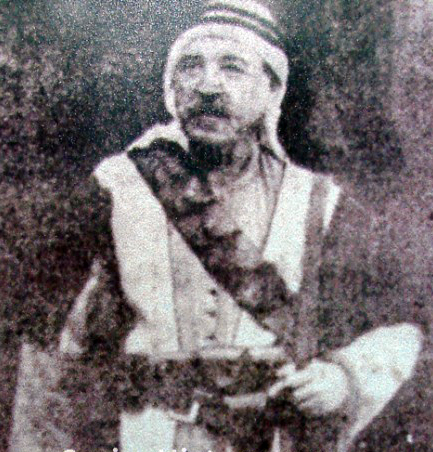
الشيخ صالح العلي، اللاذقية.
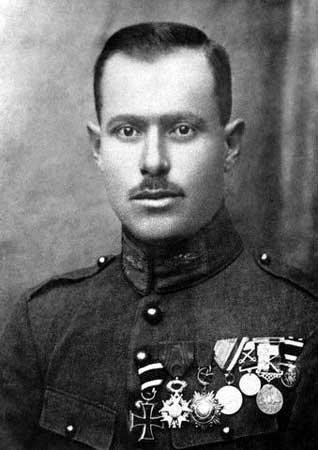
القائد فوزي القاوقجي، حماة.
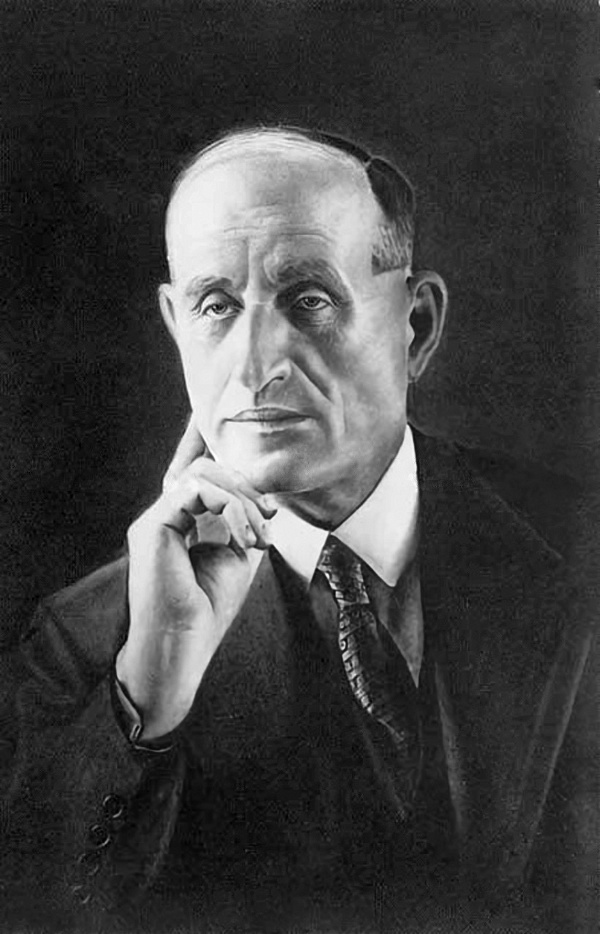
الدكتور عبد الرحمن الشهبندر، دمشق.